# Fresh Pond Road
Fresh Pond Road – stacja metra nowojorskiego, na linii M. Znajduje się w dzielnicy Queens, w Nowym Jorku. Została otwarta 9 sierpnia 1915.